# Huevo del trofeo del Amor
El Huevo del trofeo del Amor o Huevo de la cuna con guirnaldas es uno de los Huevos Imperiales de Fabergé: un huevo de Pascua enjoyado que fue obsequiado en la Pascua de 1907 a la emperatriz viuda María Fiodorovna por su hijo Nicolás II. En la misma ocasión, el zar regaló a su esposa Alejandra el Huevo enrejado de rosas.

## Propietarios
El huevo se exhibió por última vez en 1989 en San Diego. Luego fue vendido en Nueva York por Sotheby's y se cree que actualmente pertenece a Robert M. Lee.

## Descripción
El huevo, de estilo Luis XVI, es de oro esmaltado en azul translúcido sobre fondo guilloché, decorado con una elaborada banda compuesta por una serie de paneles ovalados de esmalte color ostra rodeados de ramas y hojas esmaltadas en verde esmeralda translúcido, un esmalte pintado de rosa que cubre los puntos donde se tocan los óvalos y se cruzan las ramas. Más abajo hay otra banda de oro coloreado, repujada con volutas y acantos.
El huevo está coronado por una canastilla de oro calada, decorada con festones de perlas, llena de rosas esmaltadas en medio de un follaje engastado con diamantes talla roseta.
El huevo reposa horizontalmente en una cuna, formada por una banda de oro repujada con coronas de laurel con un rosetón en el centro, sostenida por cuatro columnas modeladas como trofeos del Amor en forma de carcajes esmaltados de azul celeste llenos de flechas de Cupido engastadas con diamantes.
De cada columna, uniéndolas entre ellas, cuelgan pesados festones de rosas y hojas esmaltadas, engastadas con perlas y diamantes talla roseta.
El conjunto descansa sobre una base ovalada tallada en ónix blanco con incrustaciones de rectángulos de esmalte azul decorados con bandas de laurel repujado en oro verde y rosetones en oro rojo, con cuatro salientes cuadrados con pies circulares cincelados en oro coloreado.

### Sorpresa
La sorpresa ahora perdida se describe en la factura original como "un caballete esmaltado en blanco con un rubí, perlas y diamantes talla rosetón, una miniatura de los Niños Imperiales".
El retrato en miniatura probablemente era una acuarela sobre marfil. En 2017 se sugirió que tal vez esta miniatura se habría basado en una foto grupal de los pequeños de una sesión de fotos de 1906.